# ماهون (جزر البليار)
مَهُون (بالإسبانية: Mahón) هي مدينة تقع في منطقة جزر البليار شرق إسبانيا، تقع في جزيرة منورقة.

## الديموغرافيا
بلغ عدد سكان مدينة مَهُون 28.942 نسمة عام 2011 (وفقاً للمعهد الوطني للإحصاء الإسباني).
| 21.884 | 22.725 | 25.187 | 27.669 | 28.284 | 29.125 | 28.942 |

## توأمة
لمَهُون (جزر البليار) اتفاقيات توأمة مع:
- تشرفيا

## معرض صور

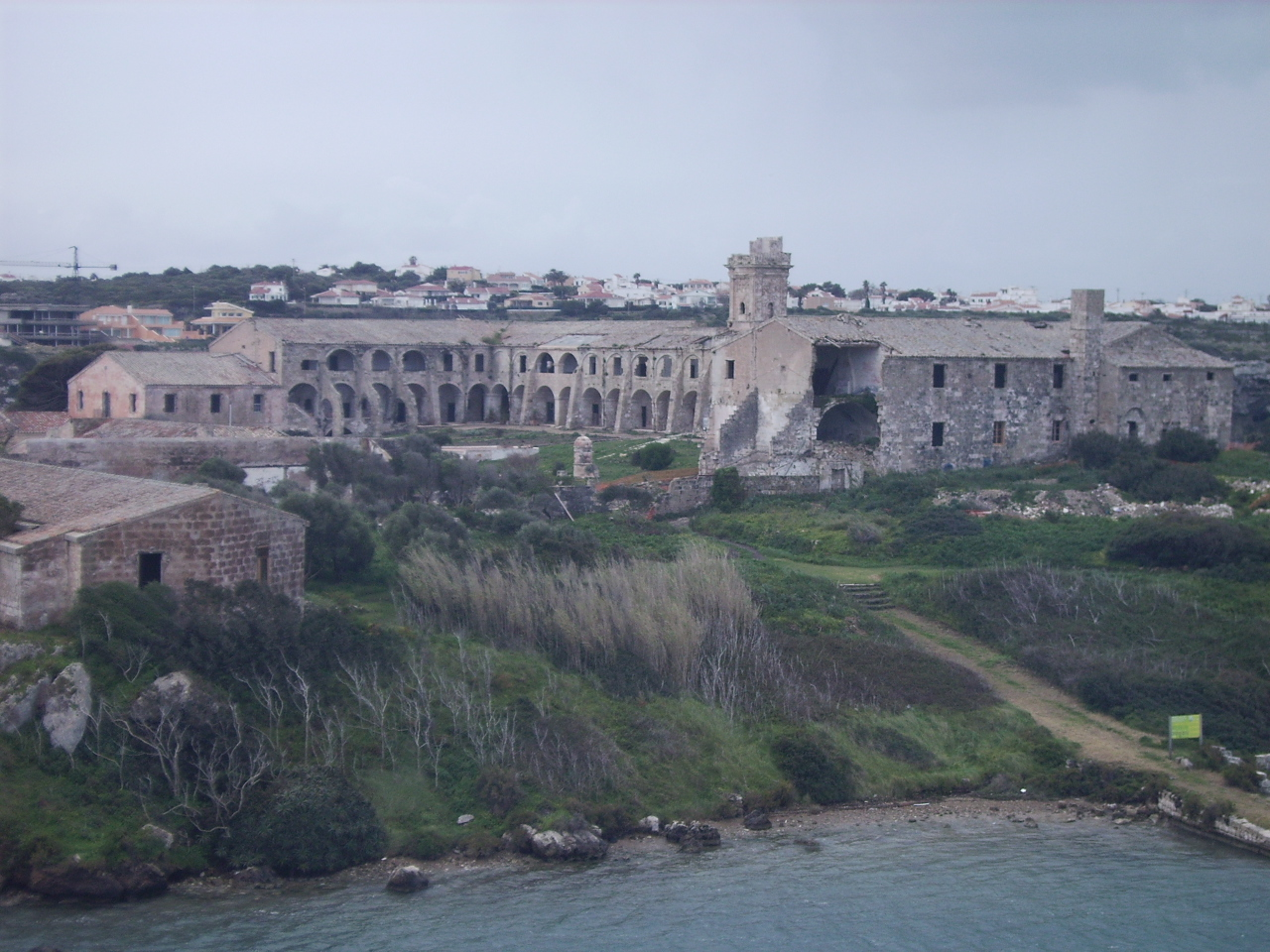
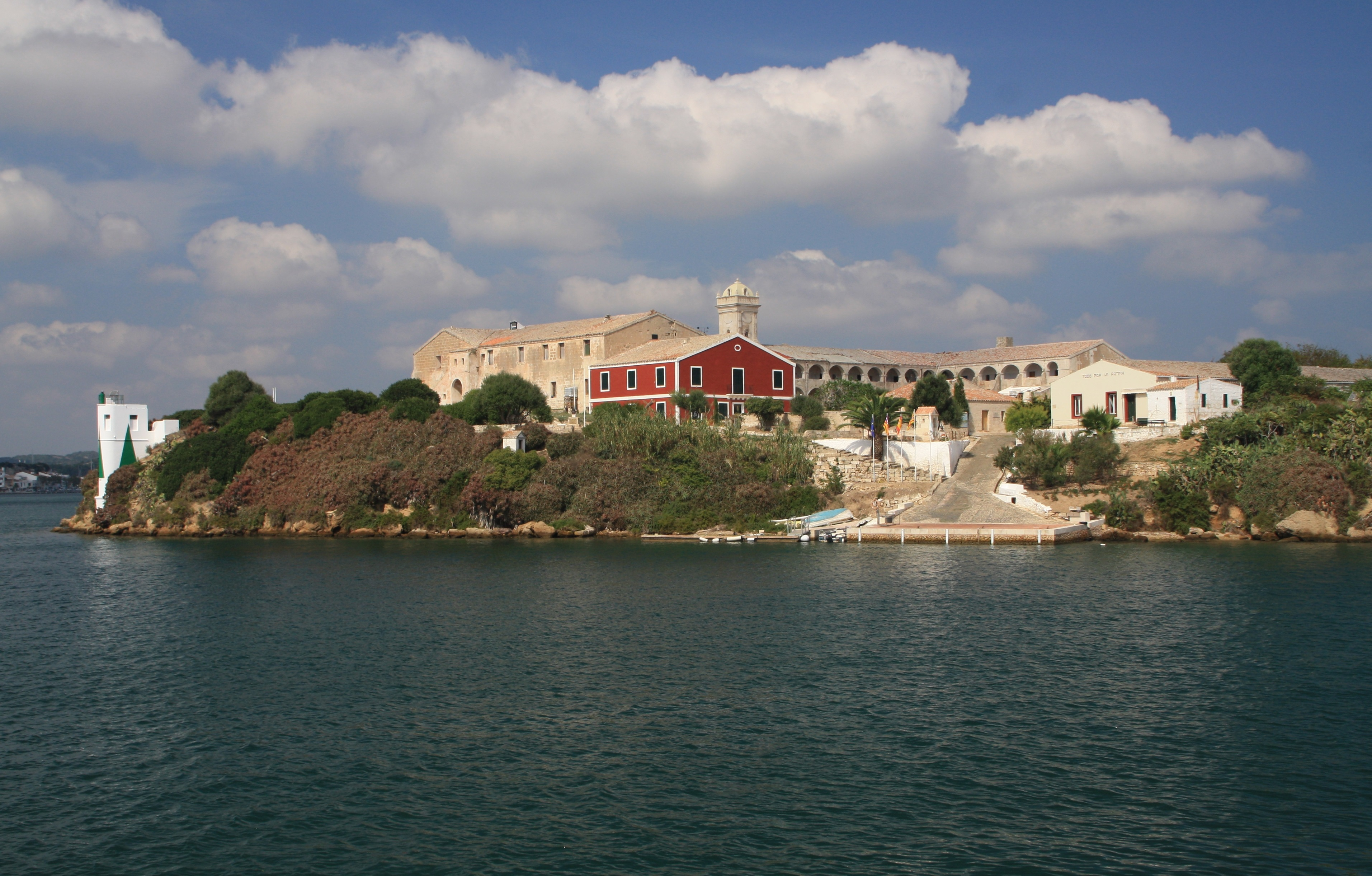
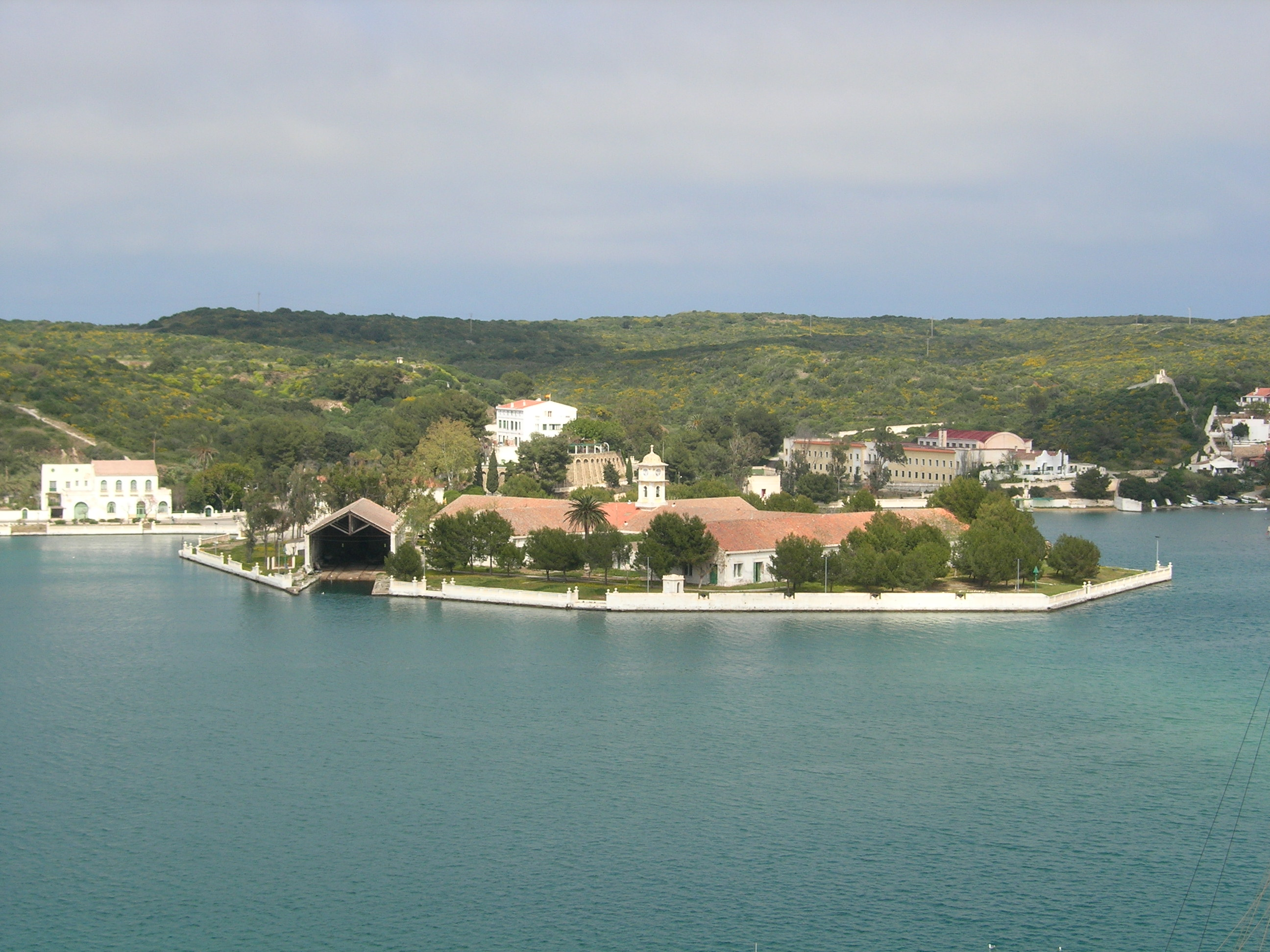

## أعلام
- أنطونيو فيلا
- تيودورو بونس
- جون باوتيستا
- أليكس سواريز
- أوريستيس أرواخو